# Liste der Baudenkmale im Stadtbezirk Eving
Die Liste der Baudenkmale im Stadtbezirk Eving enthält die denkmalgeschützten Bauwerke auf dem Gebiet des Stadtbezirks Dortmund-Eving in Nordrhein-Westfalen (Stand: 20. August 2025). Diese Baudenkmäler sind in der Denkmalliste der Stadt Dortmund eingetragen; Grundlage für die Aufnahme ist das Denkmalschutzgesetz Nordrhein-Westfalen (DSchG NRW).

Baudenkmäler sind „Denkmäler, die aus baulichen Anlagen oder Teilen baulicher Anlagen bestehen.“ Die Denkmalliste der Stadt Dortmund umfasst im Stadtbezirk Eving 42 Baudenkmäler.
Der Stadtbezirk Eving umfasst die Ortsteile Brechten, Eving, Holthausen, Kemminghausen und Lindenhorst.

## Liste der Baudenkmäler
Die Liste umfasst falls vorhanden eine Fotografie des Denkmals, als Bezeichnung falls vorhanden den Namen, sonst kursiv den Gebäudetyp, die Adresse, beim Nordfriedhof eine kurze Übersicht des Denkmalumfangs sowie die Eintragungsnummer der Denkmalbehörde der Stadt Dortmund. Der Name entspricht dabei der Bezeichnung durch die Denkmalbehörde der Stadt Dortmund. Abkürzungen wurden teilweise zum besseren Verständnis aufgelöst, die Typografie an die in der Wikipedia übliche angepasst und Tippfehler korrigiert.
| Bild                                          | Bezeichnung                                                                                     | Lage | Beschreibung | Bauzeit          | Eingetragen seit | Denkmal- nummer |
| --------------------------------------------- | ----------------------------------------------------------------------------------------------- | --- | --- | ---------------- | ---------------- | --------------- |
| weitere Bilder                                | Malakowturm (Zeche Fürst Hardenberg)                                                            | Lindner Straße 30 Karte | Der 32 Meter hohe, aus Ziegeln aufgemauerter Förderturm über Schacht 1 der ehemaligen Zeche Fürst Hardenberg wurde 1876 mit dem dazugehörigen Maschinenhaus errichtet. Der Sockelbau stammt aus dem Jahr 1932. | 1876             | 1989-07-03       | A 0006          |
| „An den Stahlhäusern“                         | „An den Stahlhäusern“                                                                           | An den Stahlhäusern 5 Karte | Anm. 1 | 1929             | 1989-09-21       | A 0056          |
| Siedlung „An den Stahlhäusern“                | Siedlung „An den Stahlhäusern“                                                                  | An den Stahlhäusern 8 Karte | Anm. 1 | 1929             | 1989-09-21       | A 0057          |
| Siedlung „An den Stahlhäusern“                | Siedlung „An den Stahlhäusern“                                                                  | An den Stahlhäusern 14 Karte | Anm. 1 | 1929             | 1989-09-21       | A 0058          |
| Siedlung „An den Stahlhäusern“                | Siedlung „An den Stahlhäusern“                                                                  | An den Stahlhäusern 16 Karte | Anm. 1 | 1929             | 1989-09-21       | A 0059          |
| weitere Bilder                                | kath. Kirche St. Barbara                                                                        | Bergstraße 47 Karte | Der bereits 1890 beschlossene Kirchenbau dieser neugotischen Basilika wurde seit 1905 in mehreren Bauperioden errichtet. Mit Querschiff und Chor wurde der Bau begonnen, danach entstand das Langhaus. 1960 errichteten die Architekten Dreikauss und Schulze auf dem Stumpf des Turmes eine Glockenstube in moderner Sichtbetonkonstruktion, die 1968 mit Eternit-Platten verkleidet wurde. | 1890             | 1989-09-21       | A 0060          |
| Siedlung „An den Stahlhäusern“                | Siedlung „An den Stahlhäusern“                                                                  | An den Stahlhäusern 6 Karte | Anm. 1 | 1929             | 1989-10-23       | A 0144          |
| Siedlung „An den Stahlhäusern“                | Siedlung „An den Stahlhäusern“                                                                  | An den Stahlhäusern 9 Karte | Anm. 1 | 1929             | 1989-10-23       | A 0145          |
| BW                                            | Siedlung „An den Stahlhäusern“                                                                  | An den Stahlhäusern 10 Karte | Anm. 1 | 1929             | 1989-10-23       | A 0146          |
| Siedlung „An den Stahlhäusern“                | Siedlung „An den Stahlhäusern“                                                                  | An den Stahlhäusern 11 Karte | Anm. 1 | 1929             | 1989-10-23       | A 0147          |
| Siedlung „An den Stahlhäusern“                | Siedlung „An den Stahlhäusern“                                                                  | An den Stahlhäusern 12 Karte | Anm. 1 | 1929             | 1989-10-23       | A 0148          |
| Fachwerkhaus mit Scheune (Hof Schenkedehl)    | Fachwerkhaus mit Scheune (Hof Schenkedehl)                                                      | Brechtener Straße 246 Karte | Der Bauernhof ist bis in das 14. Jahrhundert nachweisbar. Zum Denkmalumfang gehören das Fachwerkhaus, das nach Inschrift am Torbalken aus dem Jahre 1869 stammt, und die längs zur Straße gebaute Fachwerkscheune aus der zweiten Hälfte des 19. Jahrhunderts. | 1869             | 1989-10-23       | A 0176          |
| Fachwerkhaus (ehem. Hof Middeldorf)           | Fachwerkhaus (ehem. Hof Middeldorf)                                                             | Graf-Konrad-Straße 10 Karte | Der ehem. Hof Middeldorf wurde um die Mitte des 18. Jahrhunderts aus Fachwerk errichtet. | um 1750          | 1989-10-23       | A 0177          |
| Wohnhaus                                      | Wohnhaus                                                                                        | Lindenhorster Straße 243 Karte | Das Wohnhaus wurde 1898 durch den Bauunternehmer August Weber errichtet. | 1898             | 1989-10-23       | A 0178          |
| weitere Bilder                                | Alte Kolonie                                                                                    | Nollendorfplatz 3 Karte | Anm. 2 | 1898             | 1989-10-23       | A 0179          |
| weitere Bilder                                | Alte Kolonie                                                                                    | Nollendorfplatz 5 Karte | Anm. 2 | 1898             | 1989-10-23       | A 0180          |
| weitere Bilder                                | Alte Kolonie                                                                                    | Nollendorfplatz 7 Karte | Anm. 2 | 1898             | 1989-10-23       | A 0181          |
| weitere Bilder                                | Alte Kolonie                                                                                    | Nollendorfplatz 9 Karte | Anm. 2 | 1898             | 1989-10-23       | A 0182          |
| weitere Bilder                                | ev. Kirche Brechten                                                                             | Widumer Platz 1 Karte | Die Kirche wurde um 1250 als dreischiffige, zweijochige Halle auf fast quadratischem Grundriss mit Rechteckchor errichtet. Der mächtige Westturm ist wahrscheinlich älter. Nach 1500 erfolgte der Anbau einer zweijochigen Sakristei an der Nordseite. Umfangreiche Malereien aus der Erbauungszeit, insbesondere die Weltgerichtsdarstellung im Chor sind innen sehenswert. Das große gemalte Radfenster über dem Turmeingang hat sein Vorbild in der Fensterrose der Westfassade von Notre-Dame in Paris. | 1250             | 1989-10-23       | A 0183          |
| weitere Bilder                                | Wohnhaus                                                                                        | Widumer Platz 5 Karte | Die ausführliche, korrekte Bezeichnung lautet: Wohnhaus in seiner äußeren Architektur mit konstruktivem Innengerüst, ohne straßenseitigen Vorbau und beschreibt damit den Unterschutzstellungsumfang. Das ursprünglich als Querdeelenhaus gebaute Fachwerkhaus stammt aus dem 19. Jahrhundert und ist Bestandteil der historischen Kirchhofbebauung um die ev. Kirche Brechten. Der zweigeschossige Ständerbau zeigt die für diese Zeit typischen Kopf- und Fußstreben. Der Südgiebel und Teile der westlichen Traufwand wurden nach dem Zweiten Weltkrieg erneuert. | 19. Jahrhundert  | 1989-10-23       | A 0184          |
| weitere Bilder                                | Wohnhaus                                                                                        | Widumer Platz 7 Karte | Der Fachwerkbau (zweigeschossiger Ständerbau) aus dem 19. Jahrhundert ist Bestandteil der historischen Kirchhofbebauung um die ev. Kirche Brechten. | 19. Jahrhundert  | 1989-10-23       | A 0185          |
| weitere Bilder                                | Wohn- und Geschäftshaus                                                                         | Widumer Platz 9 Karte | Das Gebäude wurde 1878 errichtet und ist Teil des historischen Kirchhofes um die ev. Kirche Brechten. Bereits ursprünglich wurde es mit Fachwerkfassade in Rähmbauweise nach hinten und massiver Traufseite zum Kirchhof erbaut. Ein giebelseitiger, zweigeschossiger Backsteinbau begrenzt östlich das Hauptgebäude. | 1878             | 1989-10-23       | A 0186          |
| weitere Bilder                                | Wohnhaus                                                                                        | Widumer Platz 11 Karte | Das Fachwerkhaus stammt vermutlich aus der zweiten Hälfte des 19. Jahrhunderts und ist Bestandteil der historischen Kirchhofbebauung der ev. Kirche Brechten. Wie Widumerplatz 5 könnte es ursprünglich ein Querdeelenhaus gewesen sein. Es besitzt ebenfalls hohe Kopf- und Fußstreben und wurde in Ständerbauweise erbaut. | um 1875          | 1989-10-23       | A 0187          |
| Wohnhaus                                      | Wohnhaus                                                                                        | Widumer Platz 34 Karte | Das Fachwerkhaus wurde 1822 durch den Leineweber Giesbert Johann Braße errichtet. Am Nordgiebel ist noch der ursprüngliche Deelentorbereich erkennbar. | 1822             | 1989-10-23       | A 0188          |
| weitere Bilder                                | ehem. Wohlfahrtsgebäude der Siedlung Alte Kolonie                                               | Nollendorfplatz 2 Karte | Das 1902 entworfene Gebäude ist Bestandteil der ab 1898 errichteten Alten Kolonie der Zeche Ver. Stein & Hardenberg. Kurze Zeit später entstand die Neue Kolonie mit den gleichen Bautypen. Das ehemalige Wohlfahrtsgebäude ist der zentrale Bezugspunkt der Bergarbeitersiedlung. Sein Grundriss wurde in Anlehnung an den barocken Schlossbau entworfen. Im Gegensatz zur Grundrisslösung steht die Fassadengestaltung mit neugotischen Elementen neben der Verwendung von romanischen und Frührenaissance-Zitaten. Das ehemalige Wohlfahrtsgebäude fungierte als Kinderverwahrschule und öffentliches Badehaus für die Beschäftigten auf Minister Stein und ihre Familien. Des Weiteren waren im Haus ab 1907 eine Industrie- und Kochschule für Bergmannstöchter, ein Heim für ledige Bergarbeiter (bis 1926), eine Dampfwaschanstalt (bis 1929), die zecheneigene Bibliothek, ab 1908 der Werkskonsum und ab 1919 eine Schwester für die Mütterberatung und Gesundheitsversorge zu finden. | 1902             | 1989-11-06       | A 0212          |
| Heunerhof                                     | Heunerhof                                                                                       | Auf dem Gummel 69 Karte | Dieses Objekt ist eines der größten und ältesten Bauernhöfe Brechtens, bestehend aus einem Haupthaus sowie einer Scheune und Remise. Als Lohove wurde er bereits 1356 in einer Urkunde erwähnt. Das Haupthaus wurde 1798 als Fachwerkbau mit Wohn- und Wirtschaftsteil errichtet. Das Gebäude mit Scheune und Remise entstand 1823. | 1798             | 1989-11-09       | A 0258          |
| Hof Schulte-Göcking                           | Hof Schulte-Göcking                                                                             | Oberevinger Straße 133 Karte | Das Objekt ist das Wohnhaus der landwirtschaftlichen Hofstelle der Familie Schulte-Göcking. Als Oberhof Evenich war es altes Kirchengut der Fürstäbtissin von Essen. 1901 wurde das Hofgebäude an der Evinger Straße erbaut. Die herrschaftliche Villa erinnert in ihren Grundzügen an palladianische Architektur, die Fassadendekoration hat neogotisches Gepräge. Das Gebäude steht ausschließlich mit seinem äußeren Erscheinungsbild unter Schutz. | 1901             | 1989-11-09       | A 0259          |
| Bauernhof Baukloh                             | Bauernhof Baukloh                                                                               | Holthauser Straße 268 Karte | Der historische, unter Schutz gestellte Bauernhof besteht aus dem Haupthaus aus dem Jahre 1774, das im Zweiten Weltkrieg teilweise zerstört und 1945 wieder aufgebaut wurde, bzw. dessen Wohngiebel mit anschließender Südwand, dem Backhaus mit Speicher und Kuhstall aus den Jahren 1860–1870 bzw. dessen Ostgiebel, der Stellung der beiden Gebäude zueinander mit dem als Zwischenglied niedriger gebauten Stallungen, den alten Backsteinmauern, die den Hof umschließen und der Allee, die zur Holthauser Straße führt mit dem Privatfriedhof mit seinen alten Grabsteinen (ältester von 1708). | 1774             | 1989-11-28       | A 0264          |
| ehem. Kotten Benthaus                         | ehem. Kotten Benthaus                                                                           | Rauher Kamp 6 Karte | Der Fachwerkkotten wurde nach Inschrift am Torbalken 1869 errichtet. | 1869             | 1989-11-28       | A 0265          |
| Backspeicher eines ehem. Hofes                | Backspeicher eines ehem. Hofes                                                                  | Wülferichstraße 80 Karte | Der Hof Breukmann, zu dem das Backhaus gehört, wurde bereits im 16. Jahrhundert als Broeckelmann in der Schatzliste aufgeführt. Das Backhaus wurde um 1800 als Fachwerkbau errichtet. Im Inneren ist noch ein originaler Backofen vorhanden. | um 1800          | 1989-11-28       | A 0267          |
| weitere Bilder                                | ev. Kirche Lindenhorst mit Gemeindehaus                                                         | Alte Ellinghauser Straße 5/7 Karte | Das Gemeindehaus wurde 1913 nach Entwürfen desselben Architekten wie die Kirche, Gustav Mucke, errichtet. Trotz einiger Veränderungen hat es die charakteristischen Merkmale des Jugendstils bewahrt. Vor allem die Straßenfront zeugt von der Spätphase des Jugendstils. Die Kirche wurde 1329 erstmals urkundlich erwähnt als Kapelle des Herrensitzes Lindenhorst. Nach der Zerstörung während der Dortmunder Fehde 1389 blieb nur der Westturm aus dem 13. Jahrhundert erhalten. 1911 erfolgte der Neubau des Langhauses als Saalkirche nach Entwürfen des Hagener Architekten Gustav Mucke. | 1913             | 1989-11-28       | A 0280          |
| Hof Tappe                                     | Hof Tappe                                                                                       | Widumer Platz 30b Karte | Der historische Bauernhof wurde schon 1567 unter dem Namen Diedrich Tappe genannt. Die unter Schutz stehende Hofanlage besteht aus einem Westfälischen Langhaus aus dem Jahr 1805, einem kleinen, um 1900 erbauten Backhaus und einer Scheune aus dem Jahr 1836. | 1805 (Haupthaus) | 1990-01-22       | A 0310          |
| Siedlung „An den Stahlhäusern“                | Siedlung „An den Stahlhäusern“                                                                  | An den Stahlhäusern 7 Karte | Anm. 1 | 1929             | 1990-07-27       | A 0391          |
| weitere Bilder                                | Hammerkopfturm mit zwei Fördermaschinen, Seilführung und Gestellen (ehem. Zeche Minister Stein) | Deutsche Straße 5 Karte | Das 62,4 Meter hohe Fördergerüst über Schacht IV der ehemaligen Zeche Minister Stein wurde 1925 von der Dortmunder Union AG errichtet. 1922 wurde der Beschluss gefasst, die seit 1871 bestehende Zeche Minister Stein zu einer Großschachtanlage auszubauen. 1926 war der Schacht niedergebracht und für zwei gleichberechtigte Förderungen eingerichtet. Die elektrischen Fördermaschinen wurden im Kopf des Stahlgerüstes untergebracht, um Platz für die Hängebank zu schaffen. Das Maschinenhaus lag also in ca. 50 Meter Höhe und ragte über die Stützkonstruktion hinaus, was zu der typischen Hammerkopfform führte. Bestandteil des Denkmals ist die Ausstattung mit zwei Fördermaschinen, Seilführung und Gestell. Bei den Fördermaschinen handelt es sich um zwei Gleichstromfördermaschinen von 1932 (südl. Förderung) und 1959 (nördl. Förderung) der Siemens-Schuckertwerke. | 1925             | 1992-01-14       | A 0512          |
| weitere Bilder                                | ev. Luther-Kirche                                                                               | Deutsche Straße 71 Karte | Die Backsteinkirche wurde 1898–1899 im Auftrag der Evangelischen Gemeinde Eving vom Hagener Architekten Gustav Mucke im Rückgriff auf Elemente verschiedener historischer Stile erbaut. Im Äußeren zeigt sie überwiegend neogotische Elemente. Die Holzemporen wurden 1969 durch Stahlkonstruktionen ersetzt. | 1898–1899        | 1993-06-02       | A 0588          |
| Fachwerkgebäude mit ehem. Backhaus            | Fachwerkgebäude mit ehem. Backhaus                                                              | Evinger Straße 429 Karte | Das Gebäude entstand 1852 anstelle des 1821 abgebrannten Vorgängerbaus im Auftrag des Leineweber Diedr. Heinrich Wilh. Kirchbrücher, seiner Frau Anna Catharina Börgerhoff und seiner Mutter, Anna Catharina Elisabeth Schmälter. Das Backhaus entstand zeitgleich mit dem Haupthaus. Nicht zum Denkmal gehören der massive Anbau des Haupthauses und auch der Anbau an das Backhaus. | 1852             | 1994-06-24       | A 0692          |
| ehem. Hof Lehmann                             | ehem. Hof Lehmann                                                                               | Im Dorfe 16 Karte | Das landwirtschaftliche Wohn- und Wirtschaftsgebäude wurde 1874 errichtet. Die auf dem Grundstück befindlichen Nebengebäude stehen nicht unter Schutz. | 1874             | 1994-11-09       | A 0738          |
| Pfarrhaus                                     | Pfarrhaus                                                                                       | Widumer Straße 31 Karte | Das Pfarrhaus wurde 1832–1834 errichtet. Es war das erste Pfarrhaus ohne Wirtschaftsteil am Brechtener Kirchhof. Der Garagenanbau aus dem Jahr 1974 gehört nicht zum Denkmalumfang. | 1832–1834        | 1995-09-11       | A 0833          |
| Ehem. Ökonomiegebäude der ev. Kirchengemeinde | Ehem. Ökonomiegebäude der ev. Kirchengemeinde                                                   | Widumer Straße 33 Karte | Das Gebäude wurde 1838 errichtet. Es wurde zunächst für Unterricht und Landwirtschaft (für den Pfarrer) und nach dem Ersten Weltkrieg als Gemeindehaus mit Küsterwohnung genutzt. Nach Kriegszerstörung des Zweiten Weltkrieges wurde der hintere Gebäudeteil in Massivbauweise wiedererrichtet. Seit 1951 nutzte man es anschließend als reines Gemeindehaus. Unter Schutz stehen die westliche, nördliche und östliche Fachwerkwand und das konstruktive Innengerüst. | 1838             | 1997-12-23       | A 0868          |
| Siedlung Sonnenseite                          | Siedlung Sonnenseite                                                                            | Bayrische Straße 38–68 (gerade) Kemminghauser Straße 37–63 (ungerade) Waldecker Straße 4–16 (gerade), 20–32 (gerade) Württemberger Straße 73–99 (ungerade) Karte | Die Siedlung Sonnenseite wurde 1925–1927 von der Dortmunder Gemeinnützigen Siedlungsgesellschaft nach den Entwürfen des Stadtbaurates Hans Strobel in der traditionellen Formensprache nach den Prinzipien des Heimatstils gebaut. Zum Denkmalumfang gehören: Bayrische Straße 38 bis 68 (gerade Nummern), Kemminghauser Straße 37 bis 67 (ungerade Nummern), Waldecker Straße 4 bis 16 und 20 bis 32 (gerade Nummern), Württemberger Straße 73 bis 99 (ungerade Nummern) mit den dazugehörenden Grundstücken sowie die Kleingartenanlage im Innenbereich. Nicht zum Denkmalumfang gehören die nach dem Zweiten Weltkrieg errichteten Nebengebäude wie Garagen, Gartenlauben und das Vereinshaus mit Gaststätte. | 1925–1927        | 2007-01-02       | A 1028          |
| Nordfriedhof                                  | Nordfriedhof                                                                                    | Burgholzstraße 240 Karte | Der Nordfriedhof wurde am 24.11.1897 als Kommunalfriedhof eingeweiht. Der Denkmalumfang umfasst: die 1898 erbauten Friedhofsgebäude (Trauerhalle, Verwaltungsgebäude und Gärtnerei), das Denkmal zur Erinnerung an die Märzunruhen von 1920 (Feld 28), das Denkmal zur Erinnerung an das Grubenunglück auf der Zeche Kaiserstuhl von 1920 (Feld 29), das Denkmal zur Erinnerung an das Grubenunglück auf der Zeche Minister Stein von 1925 (Feld 33), drei Einzelgrabdenkmale in der Form von Stelen aus den Jahren 1901, 1904 und 1907 (Felder 1 und 5). | 1897             | 2007-04-19       | A 1033          |
| Schnapskasino                                 | Schnapskasino                                                                                   | Wrangelstraße Karte | Der Kiosk auf dem Wrangelplatz entstand mit der Siedlung Emil Kirdorf um 1912. Er wurde zunächst als Trafohäuschen gebaut und später umgenutzt. | 1912             | 2008-07-03       | A 1038          |

Ehemalige Denkmäler
| Bild                         | Bezeichnung                  | Lage                | Beschreibung | Bauzeit | Eingetragen seit | Denkmal- nummer |
| ---------------------------- | ---------------------------- | ------------------- | ------------ | ------- | ---------------- | --------------- |
| landwirtschaftliches Gebäude | landwirtschaftliches Gebäude | Rauher Kamp 8 Karte |              |         |                  | A 0266          |